# Urpo Korhonen
Urpo Pentti Korhonen (Rautalampi, 8 febbraio 1923 – Lahti, 10 agosto 2009) è stato un fondista e scrittore finlandese.

## Biografia
Figlio dello scrittore ed editore Veikko Matias, Korhonen ottenne il primo risultato di rilievo ai Campionati finlandesi del 1951, quando vinse l'oro nella staffetta 3x10 km; bissò il successo nel 1954. Ai VI Giochi olimpici invernali di Oslo 1952 conquistò la medaglia d'oro nella staffetta 4×10 km insieme a Heikki Hasu, Paavo Lonkila e Tapio Mäkelä con il tempo totale di 2:20:16; nella sua frazione Korhonen marcò il tempo di 36:19, secondo solo a Hasu.
Nel corso della sua carriera sportiva vinse alcune classiche dello sci nordico (Boden, Porrassalmi, Jämsänkoski) e praticò anche l'atletica leggera, vincendo vari titoli provinciali e classificandosi quinto ai Campionati finlandesi del 1952 nei 10.000 m.
Dopo il ritiro dalle competizioni lavorò come guardia forestale e si dedicò all'attività letteraria, scrivendo diversi romanzi ad ambientazione bellica; i suoi titoli di maggior successo furono Sissinä Rukajärvellä (1993), Sissiosasto. Partiotoimintaa Rukajärvellä (1995) e Ritaripartio. 14. Divisioonan kaukopartio (1997).

## Palmarès

### Olimpiadi
- 1 medaglia, valida anche ai fini iridati:
  - 1 oro (staffetta a Oslo 1952)

### Campionati finlandesi
- 3 medaglie:
  - 2 ori (staffetta nel 1951; staffetta nel 1954)
  - 1 argento[1]